# Siebensaitige Gitarre

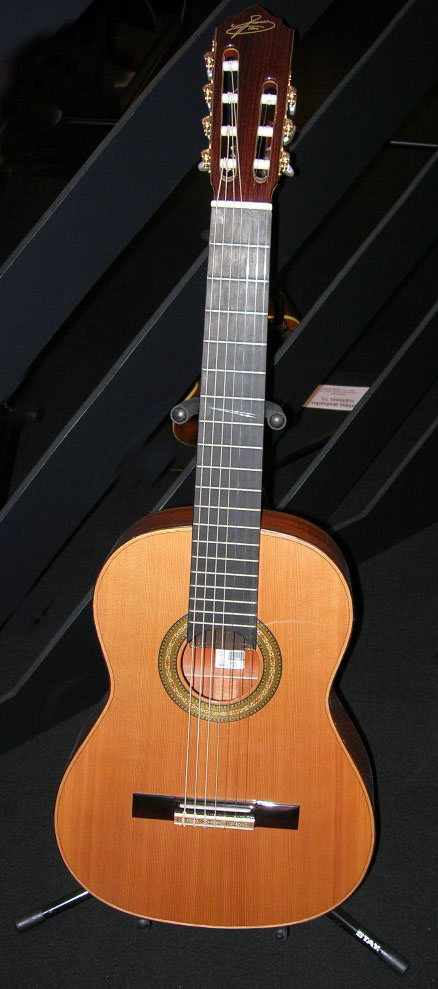
Siebensaitige Konzertgitarre wie sie z. B. in der brasilianischen Choro-Musik verwendet wird.

Eine siebensaitige Gitarre ist eine Gitarre mit sieben Saiten. Solche Gitarren sind nicht so weit verbreitet wie die sechssaitige Variante, jedoch benutzt eine Minderheit von Gitarristen sie seit mehr als 150 Jahren. Manche Typen dieses Instruments sind spezifisch für bestimmte Kulturen, wie zum Beispiel die russische und die brasilianische Gitarre.
In der Gegenwart finden siebensaitige E-Gitarren vor allem im Metal- (Bands wie Dream Theater, Morbid Angel) und Nu-Metal-Bereich (z. B. Limp Bizkit, Korn) Verwendung.

## Geschichte

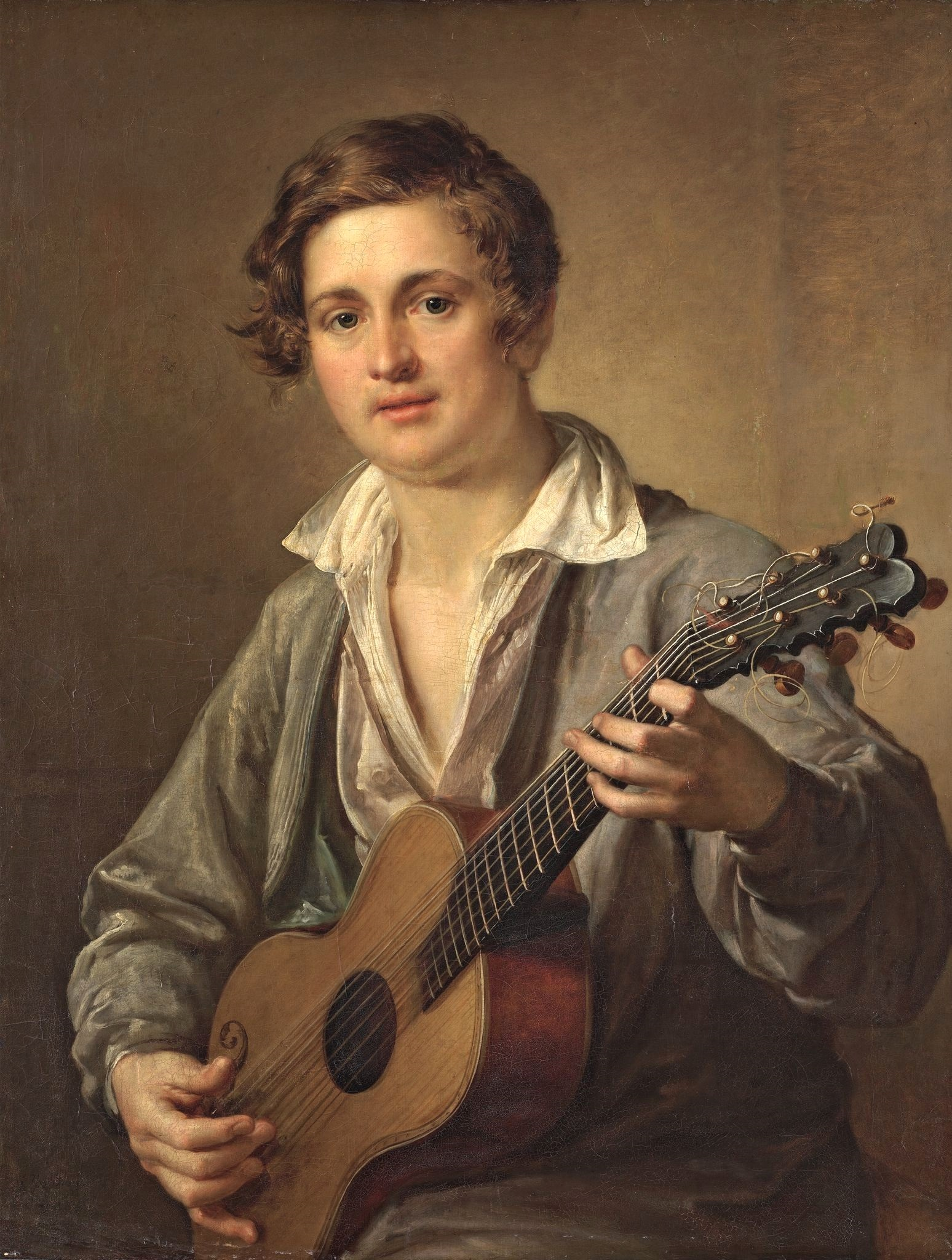
Historisches Bild mit siebensaitiger (russischer) Gitarre

In der Epoche der Renaissance war die Gitarre im Allgemeinen mit vier Saitenpaaren bespannt. Im Barock waren es fünf Saitenpaare und es wurde eine große Vielfalt an Stimmungen genutzt. Während des 18. Jahrhunderts verbreiteten sich Gitarren mit sechs Saitenpaaren und nach 1800 wurde die heutige Version mit sechs Einzelsaiten zum Standard. Diese Entwicklung verbildlicht das Streben der Spieler, den Tonumfang des Instruments zu erweitern.
Die siebensaitige Gitarre ist ein weiteres Ergebnis dieser Entwicklung und wird seit rund 150 Jahren benutzt. Der französische Gitarrist Napoléon Coste komponierte einige Werke für siebensaitige Gitarre, die tiefste, freischwebende Saite auf D, manchmal auch auf C gestimmt.

## Konstruktion
Zusätzliche Saiten werden normalerweise hinzugefügt, um den Tonumfang der modernen sechssaitige Gitarre um einige Basstöne zu erweitern. Diese Saiten werden im Allgemeinen auf zwei verschiedenen Wegen angebracht: Der erste und verbreitetere Weg ist es, das Griffbrett zu verbreitern, so dass die freischwingende Basssaite mit der linken Hand gestoppt werden kann. Die zweite Methode ist es, das Griffbrett unverändert zu lassen und stattdessen Saiten nahe der vorhandenen Basssaiten frei vom Griffbrett anzubringen, so wie beispielsweise Saiten der Theorbe oder Erzlaute. Diese nicht greifbaren Basssaiten werden historisch als Bordunsaiten bezeichnet.

## Die russische Gitarre

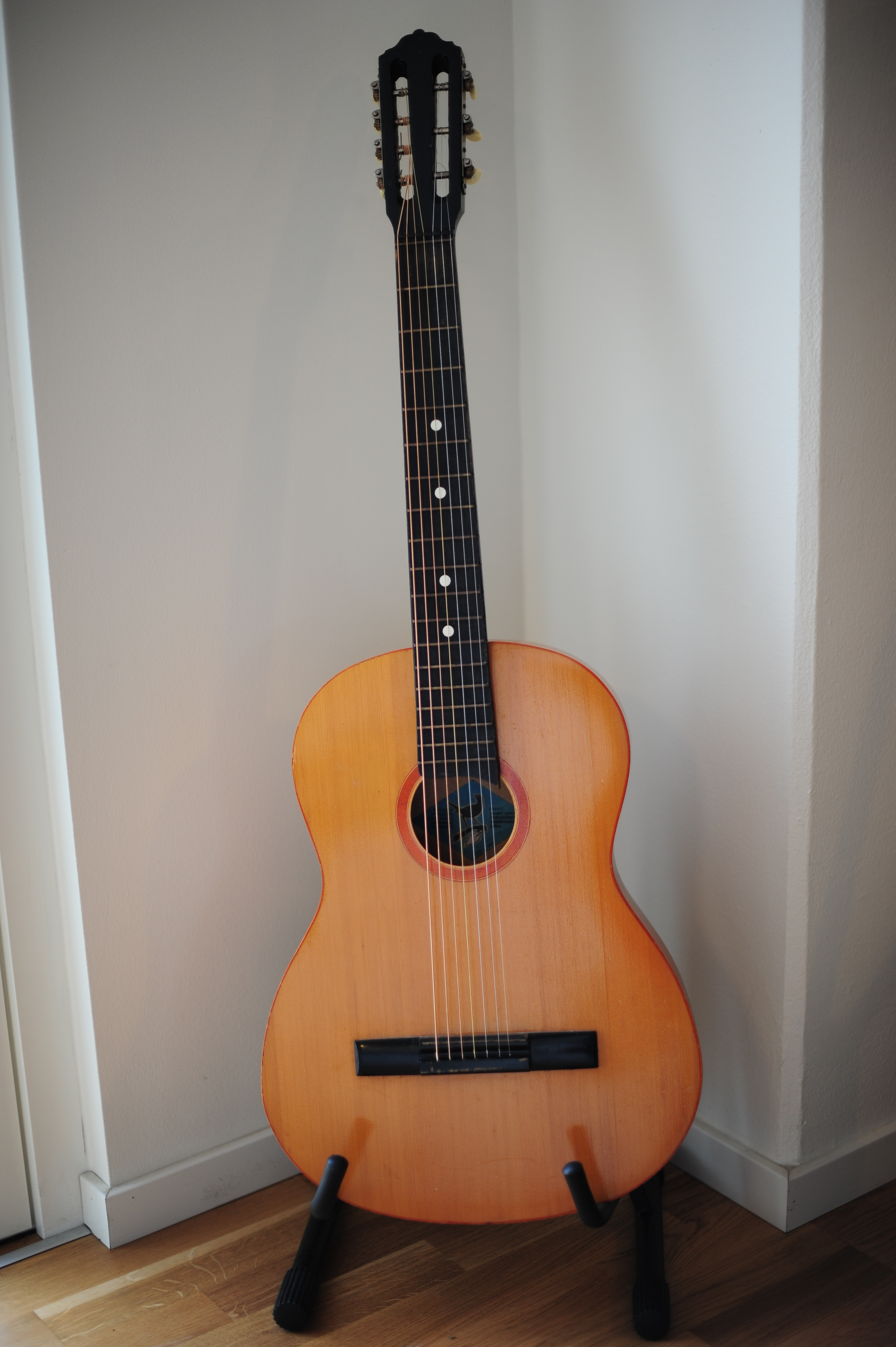
Eine russische Gitarre mit sieben Stahl-Saiten

Die klassische und akustische siebensaitige Gitarre erreichte Russland zu Beginn des 19. Jahrhunderts, am wahrscheinlichsten als Weiterentwicklung der kobsa (einer traditionellen ukrainischen Laute) oder der Barocklaute. In Russland ist sie unter dem Namen semistrunnaya gitara (семиструнная гитара) oder einfach semistrunka (семиструнка) bekannt.
Ihre Erfindung wird Andrei Sychra zugeschrieben, der mehr als tausend Kompositionen schrieb, von denen fünfundsiebzig in den 1840er Jahren von Stellovsky und in den 1880er Jahren wiederum von Gutheil wiederveröffentlicht wurden. Manche von ihnen wurden 1926 zu Zeiten der Sowjetunion wiederveröffentlicht.
Dieser Gitarrentyp wird russische Gitarre genannt, da sie ursprünglich in Russland und später in der Sowjetunion gespielt wurde. in den 1970er und 1980er Jahren war sie dort weit bekannter als die reguläre sechssaitige Gitarre, ist jedoch seitdem wieder verschwunden und heute nur noch schwierig zu finden.
Die russische Gitarre wird traditionell ohne Plektrum gespielt. Stattdessen werden die Finger zum Zupfen oder Anschlagen verwendet. Sie ist in Terzen gestimmt, im Gegensatz zur spanischen Gitarre, auf einen offenen G-Dur-Akkord (D, G, H, d, g, h, d’).
Einer ihrer Komponisten war der Arzt und Gitarrist Wassili Sarenko (1814–1881), ein Schüler von Sychra. Ein weiterer Spieler und Komponist (von Fantasien, Capriccios und Tanzstücken) für die siebensaitige Gitarre war der sibirische Gutsbesitzer Fjodor Michailowitsch Zimmermann in Tombowsk (gestorben um 1880), ebenfalls ein Sychra-Schüler. Vom berühmten Liedermacher Wladimir  Wyssozki ist bekannt, dass er bis zuletzt nur die siebensaitige Variante der Gitarre spielte. Der Gitarrist W. Gurin komponierte russische Romanzen für die siebensaitige Gitarre. Michaïl Fjodorowitsch Iwanow (* 1889), ein Musiker, Komponist und Buchhalter in Balaschicha, schuf annähernd 80 Werke für die russische Gitarre.

## Die brasilianische siebensaitige Gitarre
Die brasilianische siebensaitige Gitarre ist eine akustische Gitarre, die hauptsächlich in der Choro- und Samba-Musik verwendet wird. Ihr Ursprung in Brasilien ist nicht eindeutig geklärt. Die Einführung des Instruments in der Choro-Musik in den 1930er Jahren wird allgemein dem Gitarristen Tute (Artur de Souza Nascimento, 1886–1957), zugeschrieben, der die sechssaitige Gitarre um eine tiefe C-Saite ergänzte. Eine spezielle Begleittechnik wie der Stil des "Baixaria"-Kontrapunktes wurde während des 20. Jahrhunderts entwickelt und verfeinert, insbesondere von Dino 7 Cordas und Raphael Rabello. Luiz Otávio Braga spielt als Gitarrist wie auch als Musikpädagoge eine bedeutende Rolle für die brasilianische siebensaitige Gitarre. Der Gitarrenvirtuose Yamandu Costa trägt seit einiger Zeit viel zur Popularität des Instrumentes bei.
Die siebensaitige brasilianische Gitarre ist normalerweise wie die klassische Gitarre gestimmt, nur mit einem zusätzlichen tiefen C unter der tiefen E-Saite (C-E-A-D-G-h-e), manche Musiker stimmen das C jedoch auch auf Kontra-H herunter, so dass sie dieselbe Stimmung wie eine siebensaitige E-Gitarre erreichen (H1-E-A-D-G-h-e).

## Die siebensaitige E-Gitarre

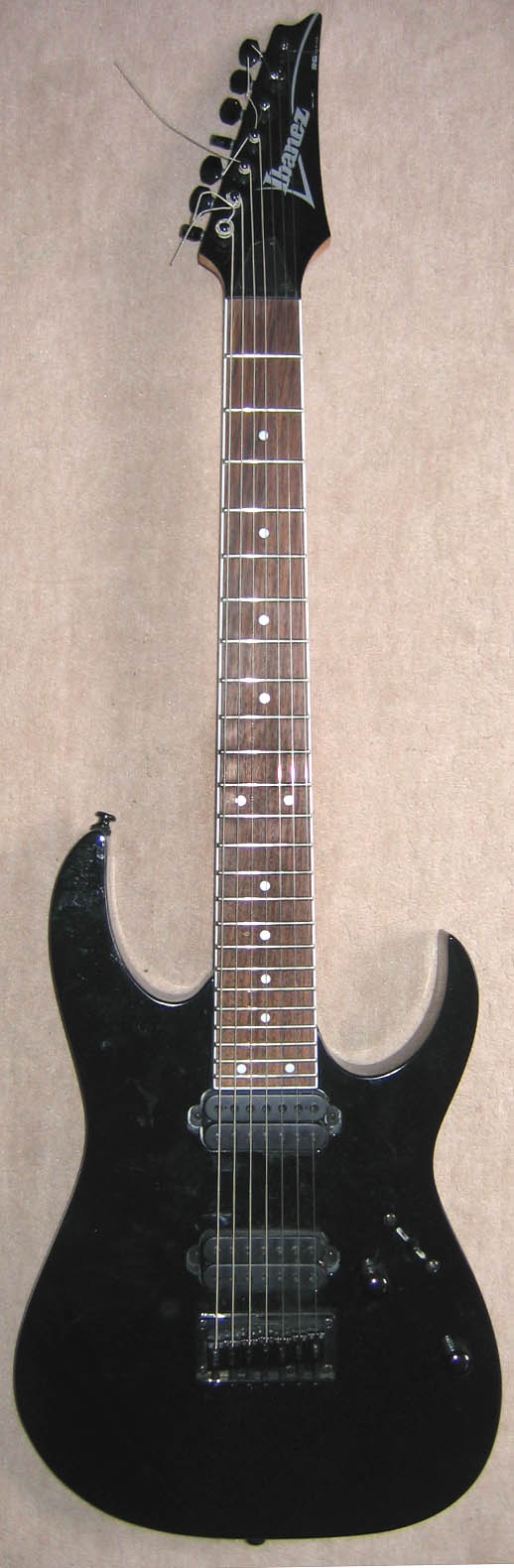
Siebensaitige E-Gitarre der Marke Ibanez

### Hohlkörper- und Halbresonanz-E-Gitarren
In den USA hatte der Jazz-Gitarrist George Van Eps 1939 eine siebensaitige Gitarre entwickelt, die für ihn von Epiphone Guitars spezialgefertigt wurde. Die Gitarre war im Grunde eine normale elektrische Gitarre mit einer zusätzlichen Basssaite, normalerweise auf A gestimmt.
Mehrere Jazz-Gitarristen begannen nach Van Eps siebensaitige Gitarren zu benutzen, unter anderem Bucky Pizzarelli, Howard Alden, Ron Eschete, Lenny Breau sowie Mary Pizzarelli und ihr Bruder John Pizzarelli. Letzterer ist der Autor des Foxwoods-Casino-Themes und Sohn der Jazz-Legende Bucky Pizzarelli.
Die ersten siebensaitigen E-Gitarren wurden als Hohlkörper oder Semi-Hohlkörper gebaut, so dass die Gitarre einen zentralen Resonanzkörper oder einen zentralen Block mit einzelnen Resonanzkammern an den Seiten hatte.

### Die siebensaitige Solidbody-E-Gitarre
Die erste siebensaitige E-Gitarre, die aus einem Festkörper bestand, ging 1990 mit dem Steve-Vai-Signaturemodell von Ibanez in kommerzielle Produktion, der Ibanez Universe. Steve Vai war zu dieser Zeit einerseits generell gefesselt von der Zahl Sieben, andererseits – wie die Klassik- und Jazz-Gitarristen – von den Möglichkeiten durch den neuen Tonumfang, den die zusätzliche Saite bot. Nach anfänglichen Experimenten mit einem hohen A wurde ein tiefes H hinzugefügt (H1-E-A-D-G-h-e). Zur gleichen Zeit experimentierte auch George Lynch unabhängig mit Siebensaiter-Designs, entschied sich dann aber gegen eine Weiterentwicklung, da es einige Probleme mit dem entfernbaren Pickup-System gab. Vai begann mit Whitesnake zu touren, benutzte dabei einen Prototyp der siebensaitigen Gitarre und benutzte die Gitarre dann für seine Veröffentlichung Passion and Warfare (1990), welches zum Meilenstein der Geschichte des instrumentalen Rock wurde.
In den frühen 1990er Jahren begannen einige Metal-Gitarristen die siebensaitige Gitarre zu nutzen, wie John Petrucci von Dream Theater sowie Trey Azagthoth und Erik Rutan von Morbid Angel. Sie sahen in dem Instrument die Möglichkeit, tiefe Riffs zu spielen ohne umzustimmen, aber gleichzeitig auch Töne im normalen Tonumfang für Soli benutzen zu können.
In den späten 1990ern dann kam es zur weiteren Verbreitung des Instruments, als Nu-Metal-Bands wie Korn und Limp Bizkit die siebensaitige Gitarre nutzen. Unter deutlichem Einsatz der siebten Saite – meist auf tiefes H oder A gestimmt – verbanden diese Bands Merkmale aus der Metal-Musik mit Rap-Einflüssen. Viele Gitarrenbau-Firmen nahmen die siebensaitige Gitarre ins Sortiment auf.

Im Jazz-Bereich benutzen manche Gitarristen siebensaitige Instrumente mit einer zusätzlichen tiefen A-Saite ("Jazz-Tuning").

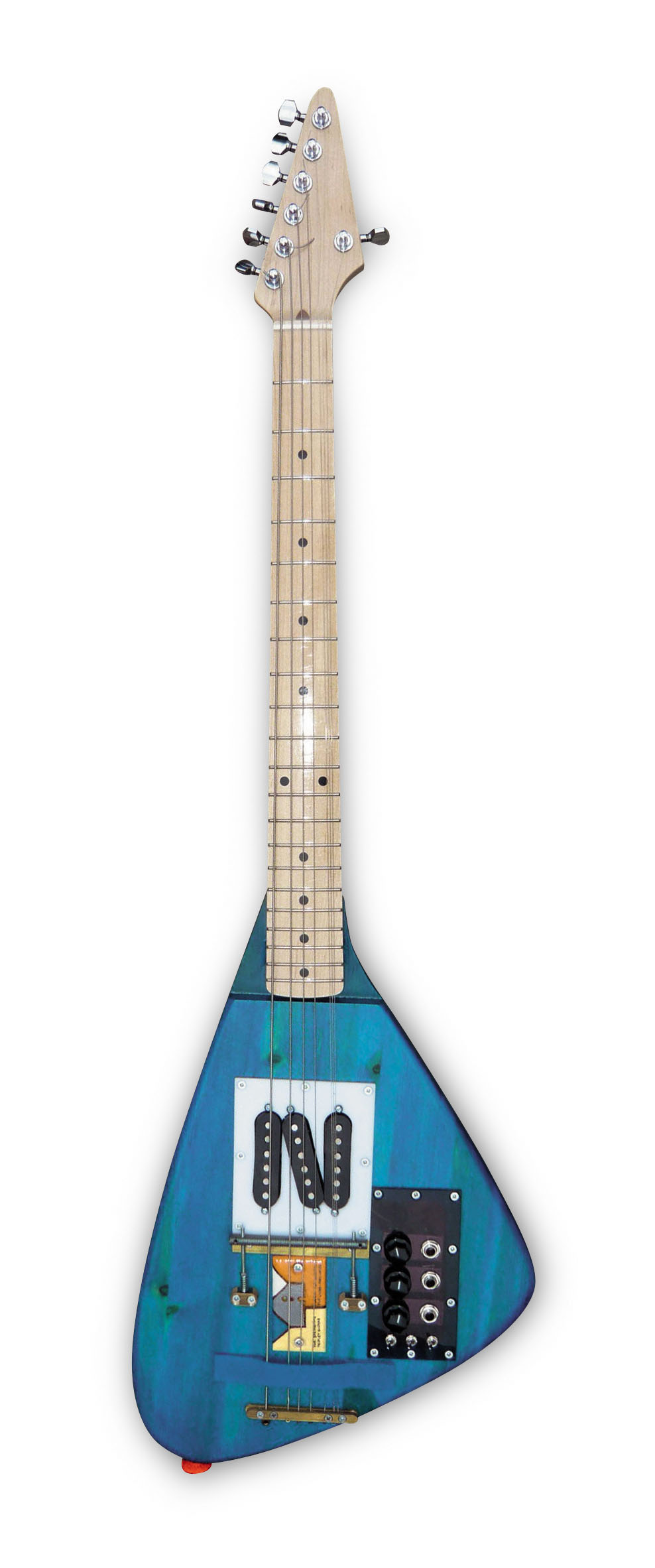
Die Springtime, Laura-Mary Carter, Blood Red Shoes

### Die SonderkonstruktionSpringtime
Für Laura-Mary Carter von der Band Blood Red Shoes erfand Yuri Landman im Jahr 2008 die Springtime, eine siebensaitige Triplo-E-Gitarre. Die E-Gitarre ist 3-stereofonisch mit drei rotierten Tonabnehmern gebaut und funktioniert ähnlich wie eine E-Baritongitarre, E-Gitarre und E-Bouzouki über drei Gitarrenverstärker.